# Терм (логіка)
У математичній логіці терм позначає математичний об'єкт, у той час як формула позначає математичний факт. Зокрема, терми виступають як компоненти формули. Це аналогічно звичайній мові, де іменник відноситься до об'єкта, а ціле речення відноситься до факту.
Терм першого порядку рекурсивно будується з константних символів, змінних і функціональних символів. Вираз, утворений застосуванням предикатного символу до відповідної кількості термів, називається атомарною формулою, яка оцінюється як істинна чи хибна в бівалентній логіці, за умови інтерпретації. Наприклад, {\displaystyle (x+1)*(x+1)} — це терм, побудований з константи 1, змінної x і символів бінарної функції {\displaystyle +} і {\displaystyle *}; це частина атомної формули {\displaystyle (x+1)*(x+1)\geq 0} яка оцінюється як істина для кожного дійсного значення x.
Окрім логіки, терми відіграють важливу роль в універсальній алгебрі та системах рерайтингу.

## Формальне визначення

Деревоподібна структура термів та

Дано набір V змінних символів, набір C постійних символів і набори Fn з n-арних функціональних символів, які також називають символами операторів, для кожного натурального числа n ≥ 1, набір несортованих термів першого порядку T, рекурсивно визначений як найменший набір з такими властивостями:
- кожен символ змінної є термом: V ⊆ T ,
- кожен постійний символ є термом: C ⊆ T,
- з кожних n термів t1,…,tn, і кожного n-арного символу функції f ∈ Fn, можна побудувати більший терм f(t1,…,tn).

Використовуючи інтуїтивну, псевдограматичну нотацію, описані вище правила іноді записують так: t ::= х | c | f (t1, …, tn). Зазвичай використовують лише перші декілька наборів функціональних символів Fn . Добре відомими прикладами є символи унарних функцій sin, cos ∈ F1 та символи бінарних функцій +, −, ⋅, / ∈ F2, тоді як тернарні операції менш відомі, не кажучи вже про функції вищої арності. Багато авторів розглядають константні символи як 0-арні функціональні символи F0, тому для них не потрібно спеціального синтаксичного класу.
Термом позначають математичний об'єкт з області дискурсу. Константа c позначає іменований об'єкт з цього домену, змінна x охоплює об'єкти у цьому домені, а n-арна функція f відображає кортежі з n елементів об'єктів на об'єкти. Наприклад, якщо n ∈ V — змінний символ, 1 ∈ C — константний символ, та add ∈ F2 — символ бінарної функції, то n ∈ T, 1 ∈ T, а отже, add(n, 1) ∈ T відповідно до першого, другого та третього правила побудови терма. Останній терм зазвичай записується як n+1 з використанням інфіксної нотації та більш поширеного оператора + для зручності.

### Структура Терма та його представлення
Спочатку, логіки визначали терм як рядок символів, що дотримується певних правил побудови. Однак, оскільки концепція дерева стала популярною в інформатиці, виявилося, що більш зручно вважати терм деревом. Наприклад, кілька окремих рядків символів, як "(n⋅(n+1))/2 ", та "((n⋅(n+1)))/2 ", і «{\displaystyle {\frac {n(n+1)}{2}}}», позначають той самий терм і відповідають тому самому дереву, а саме лівому дереву на малюнку вище. Відокремлюючи структуру терма (деревоподібну) від його графічного представлення на папері, також легко врахувати дужки та невидимі оператори множення(вони існують лише в структурі, та їх нема у представленні).

### Структурна рівність
Два терми називаються структурно, буквально або синтаксично рівними, якщо вони є представленням одного й того ж синтаксичного дерева. Наприклад, ліве і праве дерево на наведеному вище малюнку є структурно нерівними термами, хоча їх можна вважати «семантично рівними», оскільки вони завжди мають однакове значення в раціональній арифметиці. Хоча структурну рівність можна перевірити без будь-яких знань про значення символів, перевірити таким чином семантичну рівність неможливо. Якщо функція /, наприклад, інтерпретується не як раціональна, а як усікаюче ціле ділення, то при n=2, лівий та правий члени дорівнюють 3 і 2 відповідно. Структурно рівні терми повинні узгоджуватися в іменах змінних.
Навпаки, терм t називається перейменуванням або варіантом терма u, якщо терм u є результатом послідовного перейменування всіх змінних терма t, тобто якщо u = tσ для деякої заміниперейменування σ. У цьому випадку u також є перейменуванням t, оскільки заміна перейменування σ має обернене значення σ−1, а t = uσ−1. Тоді обидва терми також називаються рівними за модулем перейменування. У багатьох контекстах конкретні назви змінних у термі не мають значення, наприклад, аксіому комутативності для додавання можна сформулювати як «x + y = y + x» або як «a + b = b + a»; у таких випадках вся формула може бути перейменована, тоді як довільний підтерм формули зазвичай не може бути перейменованим, наприклад, «x + y = b + a» не є вірним варіантом аксіоми комутативності.

### Замкнені та лінійні терми
Множину змінних терма t позначають vars(t). Терм, який не містить змінних, називається замкненим термом; терм, який не містить багаторазових зустрічей змінної, називається лінійним термом. Наприклад, 2+2 є замкненим термом, а отже, також і лінійним, x⋅(n+1) є лінійним термом, n⋅(n+1) є нелінійним термом. Ці властивості важливі, наприклад, при рерайтенгу термів .
З огляду на сигнатуру функціональних символів, множина всіх термів утворює вільну алгебру термів. Множина всіх замкнених термів утворює початкову алгебру термів.
Скорочуючи кількість констант як f0, а кількість символів i-нарной функції як fi, число θh різних замкнених термів висоти(дерева) до h може бути обчислено за такою формулою рекурсії:
- θ0 = f0, оскільки замкнений терм висоти 0 може бути лише константою,
- {\displaystyle \theta _{h+1}=\sum _{i=0}^{\infty }f_{i}\cdot \theta _{h}^{i}}, оскільки замкнений терм висотою до h+1 можна отримати шляхом складання будь-яких i замкнених термів висотою до h, використовуючи i-арний кореневий символ функції. Сума має кінцеве значення, якщо існує лише скінченна кількість констант і символів функцій, що зазвичай буває.

### Побудова формул із термів
Припустимо маємо набір Rn з n-арних символів для кожного натурального числа n ≥ 1, атомарна несортована формула першого порядку отримується шляхом застосування n-арного символу ставлення до n термів. Що стосується функціональних символів, набір символів відносини Rn зазвичай непорожній тільки для малих n. В математичній логіці більш складні формули будуються з атомарних формул з використанням логічних сполучників і кванторів. Наприклад, нехай {\displaystyle \mathbb {R} } яка позначає набір дійсних чисел, ∀x: x ∈ {\displaystyle \mathbb {R} }⇒ (x+1)⋅(x+1) ≥ 0 — це математична формула, яка оцінюється як істинна(«True») в алгебрі комплексних чисел. Атомарна формула називається замкненою, якщо вона повністю побудована з основних термів; всі основні атомарні формули, складені з заданого набору функцій і предикатів, складають базу Гербранда для цих наборів символів.

## Операції з термами

Деревоподібна структура чорного терма, із синім редексом $x*(y*z)$

- Оскільки терм має структуру дерева, кожному з його вузлів може бути присвоєна позиція або шлях, тобто рядок натуральних чисел, що вказує місце вузла в ієрархії. Порожній рядок, зазвичай позначається ε, та присвоюється кореневому вузлу. Рядки положення всередині чорного терма позначені на малюнку червоним кольором.
- В кожній позиції p терма t починається унікальний підтерм, який зазвичай позначається t|p. Наприклад, в позиції 122 чорного терма на малюнку, підтерм a+2 має свій корінь. Відношення «є підтермом» — це частковий порядок у наборі термів; він рефлексивний, оскільки кожен терм тривіально є підтермом самого себе.
- Терм, отриманий шляхом заміни в термі t підтерма в позиції p новим термом u, зазвичай позначається t[u]p. Терм t[u]p також можна розглядати як результат узагальненої конкатенації терма u з об'єктом, подібним до терма t[.]; останній називається контекстом або відкритим термом(позначати «.»; його позиція дорівнює p), в якому кажуть, що u вбудований. Наприклад, якщо t — чорний терм на малюнку, то t[b+1]12 призводить до терма {\displaystyle {\frac {a*(b+1)}{1*(2*3)}}}. Останній терм також є результатом вбудовування терма b+1 у контекст {\displaystyle {\frac {a*(\;.\;)}{1*(2*3)}}}. У неофіційному сенсі операції створення екземплярів[en] та операція вбудовування протилежні одна одній: в той час як перша додає функціональні символи в нижній частині терма, друга додає їх вгорі. Порядок охоплення[en] пов'язує терм і результат додавання з обох сторін.
- Кожному вузлу терма може бути присвоєна його глибина (називається деякими авторами висота), тобто його відстань (кількість ребер) від кореня. У цьому параметрі глибина вузла завжди дорівнює довжині рядка його позиції. На малюнку рівні глибини в чорному терміні позначені зеленим кольором.
- Розмір терма зазвичай відноситься до числа його вузлів або, що еквівалентно, до довжини письмового подання терма, вважаючи символи без круглих дужок. Чорний і синій терми на зображенні мають розмір 15 і 5 відповідно.
- Терм u відповідє терму t, якщо екземпляр заміщення u структурно дорівнює вкладеному терму t, або формально, якщо uσ = t|p для деякої позиції p в t і деякої заміни σ. В цьому випадку u, t і σ називаються шаблонним термом, суб'єктним термом і відповідною заміною відповідно. На зображенні синій шаблон {\displaystyle x*(y*z)} відповідає чорному предметному терму в позиції 1, з відповідною заміною{ x ↦ a, y ↦ a+1, z ↦ a+2 }, позначеної синіми змінними, відразу залишеними для їх чорних замінників. Інтуїтивно зрозуміло, що шаблон, за винятком його змінних, повинен міститися в суб'єкти; якщо змінна зустрічається в шаблоні кілька разів, у відповідних позиціях суб'єкта потрібні рівні проміжні умови.
- об'єднуючі терми
- рерайтинг терма

## Пов'язані поняття

### Відсортовані терми
Коли область дискурсу містить елементи принципово різних типів, корисно відповідним чином розділити набір всіх термів. З цією метою кожній змінній та кожній константі присвоюється сортування(іноді також називається тип), а кожному функціональному символу присвоюється сортування домену та сортування за діапазоном. Відсортований терм f(t1,…,tn) може бути складений з відсортованих вкладених термів t1,…,tn тільки в тому випадку, якщо сортування і-го підтерма відповідає оголошеному i-му виду домену f. Такий терм також називається добре відсортованим; будь-який інший терм(тобто в якому виконуються тільки несортовані правила) називають погано відсортованим.
Наприклад, векторний простір має пов'язане з ним з поле скалярних чисел. Нехай W і N позначають сортування векторів і чисел відповідно,VW і VN — множина векторних і числових змінних відповідно, а CW і CN — множина векторних і числових констант відповідно. Тоді {\displaystyle {\vec {0}}\in C_{W}} і 0 ∈ CN, а векторне додавання, скалярне множення та внутрішній добуток оголошуються як {\displaystyle +:W\times W\rightarrow W,*:W\times N\rightarrow W,and\langle .,.\rangle :W\times W\rightarrow N} відповідно. Припускаючи, що змінні символи{\displaystyle {\overrightarrow {v}},{\overrightarrow {w}}\in V_{w}} та {\displaystyle a,b\in V_{N}}, тоді терм {\displaystyle \langle ({\overrightarrow {v}}+{\overrightarrow {0}})*a,{\overrightarrow {w}}*b\rangle } є добре відсортованим, проте {\displaystyle {\overrightarrow {v}}+a} не є добре відсортованим(оскільки + не приймає терм типу N як 2-й аргумент). Для того, щоб зробити {\displaystyle {\overrightarrow {v}}+a} добре відсортованим, необхідно додати ще одне визначення: {\displaystyle *:N\times W\rightarrow W}. Функціональні сімволи, які мають кілька декларацій, називаються перевантаженими .

### Лямбда терми
| Приклад позначення                            | Зв'язані змінні | Вільні змінні | Записано у вигляді лямбда-терму |
| --------------------------------------------- | --------------- | ------------- | ------------------------------- |
| {\displaystyle \lim _{n\to \infty }x/n}       | n               | x             | limit(λn. div(x,n))             |
| {\displaystyle \sum _{i=1}^{n}i^{2}}          | i               | n             | sum(1,n,λi. power(i,2))         |
| {\displaystyle \int _{a}^{b}\sin(k\cdot t)dt} | t               | a, b, k       | integral(a,b,λt. sin(k⋅t))      |

#### Мотивація
Математичні позначення, як показано в таблиці, не вписуються в схему терма першого порядку, як визначено вище, оскільки всі вони вводять власну локальну або обмежену змінну, яка може не відображатися за межами нотації, наприклад {\displaystyle t\cdot \int _{a}^{b}\sin(k\cdot t)\;dt} не має сенсу. На противагу цьому, інші змінні, які називаються вільними, поводяться як звичайні змінні першого порядку, наприклад {\displaystyle k\cdot \int _{a}^{b}\sin(k\cdot t)\;dt}.
Усі ці оператори можна розглядати як один із аргументів функції, а не значення терму. Наприклад, оператор lim застосовується до послідовності, тобто до відображення з натурального цілого в, наприклад, дійсні числа. Як інший приклад, функція C для реалізації другого прикладу з таблиці, Σ, матиме аргумент вказівника функції.
Лямбда-терми можна використовувати для позначення анонімних функцій, які надаються як аргументи для lim, Σ, ∫ тощо.
Наприклад, функція піднесеня числа до квадрату з програми C нижче можна записати анонімно як лямбда-терм λi. і2. Тоді загальний оператор суми Σ можна розглядати як тернарний символ потрійної функції, що приймає значення нижньої границі, значення верхньої границі та функцію, яку потрібно підсумувати. Завдяки своєму останньому аргументу оператор Σ називається символом функції другого порядку. Як інший приклад, лямбда-терм λn. x / n позначає функцію, яка відображає 1, 2, 3, … у x/1, x/2, x/3, … відповідно, тобто позначає послідовність (x/1, x/2, x/3, …). Оператор lim приймає таку послідовність і повертає її границю (якщо вона визначена).

Крайній правий стовпець таблиці вказує, як кожен приклад математичної нотації може бути представлений у вигляді лямбда-терму, також записані звичайні інфіксні оператори в префіксну форму.
```
int
 
sum
(
int
 
lwb
,
 
int
 
upb
,
 
int
 
fct
(
int
))
 
{
    
// implements general sum operator

    
int
 
res
 
=
 
0
;

    
for
 
(
int
 
i
=
lwb
;
 
i
<=
upb
;
 
++
i
)

        
res
 
+=
 
fct
(
i
);

    
return
 
res
;

}

int
 
square
(
int
 
i
)
 
{
 
return
 
i
*
i
;
 
}
            
// implements anonymous function (lambda i. i*i); however, C requires a name for it

#include
 
<stdio.h>

int
 
main
(
void
)
 
{

    
int
 
n
;

    
scanf
(
" %d"
,
&
n
);

    
printf
(
"%d
\n
"
,
 
sum
(
1
,
 
n
,
 
square
));
        
// applies sum operator to sum up squares

    
return
 
0
;

}

```